# La Ballade de la geôle de Reading
La Ballade de la geôle de Reading (en anglais The Ballad of Reading Gaol) est un long poème écrit par Oscar Wilde lors de son exil en France, à Berneval-le-Grand, près de Dieppe, après avoir été libéré de la prison de Reading en mai 1897. 

## Autour du texte
Il a été publié pour la première fois par Leonard Smithers, à Londres, en 1898, sans que puisse apparaître le nom de Wilde, sous l'identité « C.3.3. », son numéro de cellule dans la prison de Reading, où le poète fut incarcéré du 23 novembre 1895 au 19 mai 1897, condamné aux travaux forcés.
Dans cette prison, Wilde est témoin indirect, en juillet 1896, de la pendaison de Charles Thomas Wooldridge, condamné à mort pour le meurtre de sa jeune femme. Wilde évoque dans ce recueil, entre autres, l'exécution qui attend cet homme. 
Autorisé uniquement à correspondre par voie postale, Wilde écrivit durant son séjour en prison, De Profundis, une longue lettre adressée à son amant, Alfred Douglas.
La Ballade de la geôle de Reading est le dernier ouvrage de Wilde publié de son vivant.

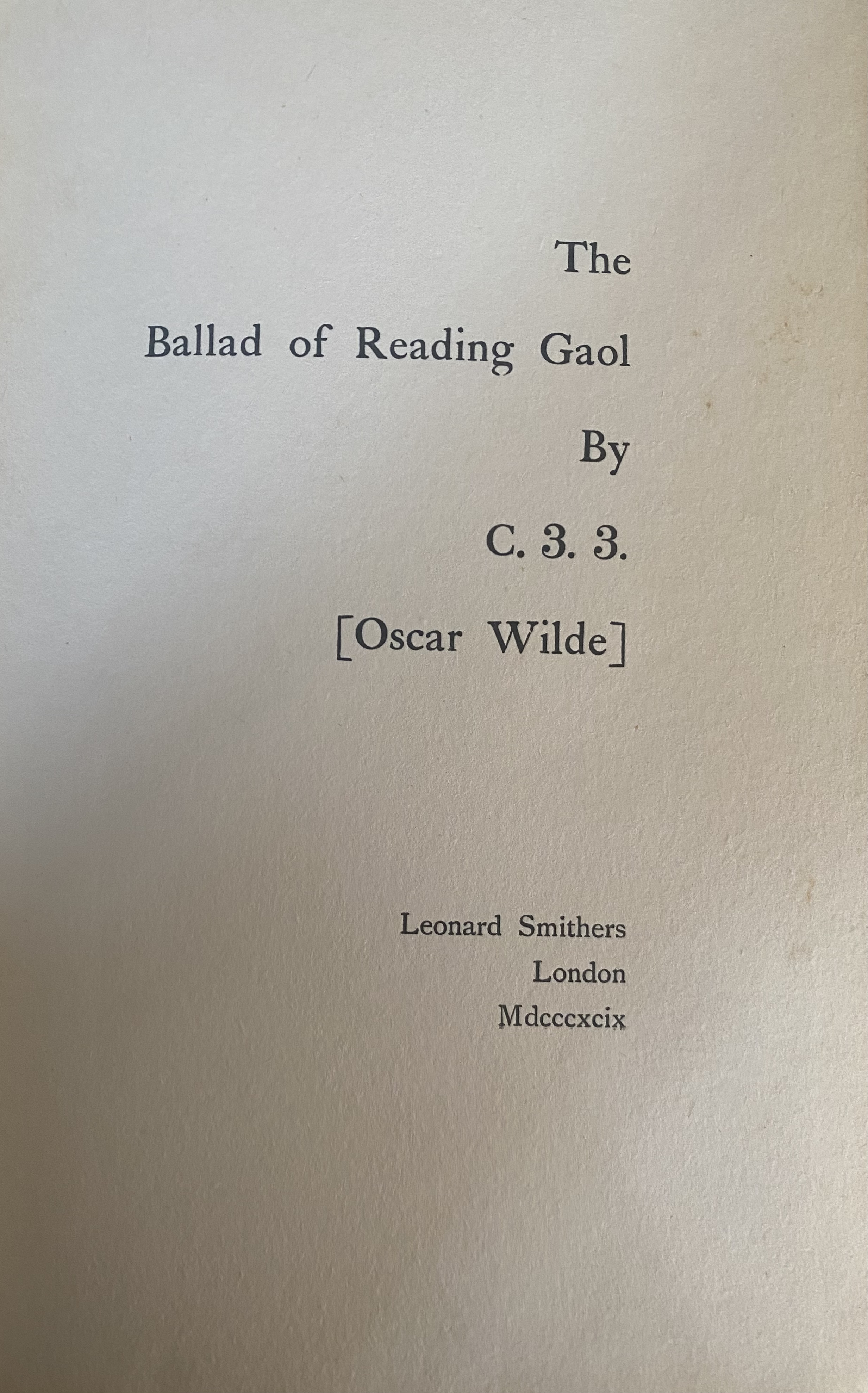
Ce livre fut acquis par mon grand père au début du XXème siècle.

## Extraits
Le poème se termine par les six vers célèbres :
And all men kill the thing they love, (Et tous les hommes tuent ce qu'ils aiment)

By all let this be heard, (De tous que cela soit entendu)

Some do it with a bitter look, (Certains le font d'un regard amer)

Some with a flattering word, (Certains avec un mot flatteur)

The coward does it with a kiss, (Le lâche le fait d'un baiser)

The brave man with a sword! (Le brave avec une épée !)
— Oscar Wilde, The Ballad of Readings Gaol, VI

Un autre extrait figure comme épitaphe sur sa tombe au cimetière du Père-Lachaise :
And alien tears will fill for him

Pity's long-broken urn,

For his mourners will be outcast men,

And outcasts always mourn.
— Oscar Wilde, The Ballad of Readings Gaol, IV

## Art
La Ballade de la geôle de Reading a inspiré une suite de tableaux au peintre expressionniste François Heaulmé ainsi qu'un poème symphonique au compositeur français Jacques Ibert.

## Édition en français
- De profundis ; précédé de Lettres écrites de la prison par Oscar Wilde à Robert Ross ; suivi de La ballade de la Geôle de Reading, trad. de l'anglais par Henry Durand-Davray, Paris, Mercure de France, 1905.

- La Ballade de la geôle de Reading  (trad. Bernard Pautrat), Paris, Allia, 1998, 6e éd., 64 p. (ISBN 9791030410457).